# Pterostichus madidus
Pterostichus madidus es una especie de escarabajo terrestre del género Pterostichus, categorizada en la tribu Pterostichini, de la subfamilia Harpalinae. Fue descrita por Fabricius en 1775.

## Distribución
Se distribuye por Irlanda, Gran Bretaña, Dinamarca, Finlandia, Francia, Bélgica, Países Bajos, Alemania, Suiza, Austria, Chequia, Polonia, Estonia, España e Italia.